# محمد سعید الشحی
محمد سعید الشحی (عربی: محمد سعيد راشد الشحي؛ زادهٔ ۲۸ مارس ۱۹۸۸) یک بازیکن فوتبال اهل امارات متحده عربی است.
وی همچنین در تیم ملی فوتبال امارات متحده عربی بازی کرده‌است.